# Harvest Moon: A Wonderful Life
Harvest Moon: A Wonderful Life (牧場物語～ワンダフルライフ Bokujō Monogatari: Wonderful Life) là một trò chơi video mô phỏng, nhập vai phát hành tại Nhật Bản ngày 12 tháng 9 năm 2003 và tại các khu vực nói tiếng Anh như Bắc Mỹ và Châu Âu vào ngày 26 tháng 3 năm 2004 cho máy GameCube. Trò chơi do Marvelous Interactive phát triển và xuất bản, và là một phần của loạt trò chơi điện tử Story of Seasons. Phiên bản GameCube có thể kết nối với trò chơi Harvest Moon: Friends of Mineral Town trên máy chơi trò chơi điện tử cầm tay Game Boy Advance.
Một phiên bản bản đặc biệt có tên "A Wonderful Life Special Edition" đã được phát hành trên PlayStation 2 ở Nhật Bản vào năm 2004 và Bắc Mỹ vào năm 2005. Sau đó trò chơi được phát hành lại trên PlayStation 3 và PlayStation 4 với các cải tiến về các vấn đề giật khung hình khi chạy phần gốc từ bản PlayStation 2.
Harvest Moon: Another Wonderful Life là phiên bản con gái của Harvest Moon: A Wonderful Life, được phát hành cho máy GameCube bên ngoài thị trường Nhật Bản vào tháng 7 năm 2005.

## Cốt truyện
Trò chơi bắt đầu bằng câu chuyện kể về cha của nhân vật chính vừa mới qua đời, và trong số những người đến chia buồn có một người đàn ông tên là Takakura, bạn thân của ông. Takakura nói với bạn rằng ông ấy và cha của bạn đều từng có chung một ước mơ là tìm một trang trại nhỏ ở đâu đó trên đất nước và cùng nhau điều hành nó. Cuối cùng họ cũng tìm thấy một trang trại bỏ hoang ở một nơi được gọi là Thung lũng Forget-me-not. Vì cha bạn đã qua đời, bạn quyết định sẽ thế chỗ ông ấy. Sau đó, bạn và Takakura lên đường đi đến thung lũng, sẵn sàng để bắt đầu một cuộc sống mới.
Trò chơi kéo dài 30 năm và chia thành 6 chương, mỗi chương dài từ một đến ba năm. Bạn có thể trồng trọt, chăn nuôi, hẹn hò, kết hôn, nuôi dạy con cái, giao lưu với dân làng và hơn thế nữa.

#### Bắt đầu
Chương này kéo dài một năm, người chơi bắt đầu trong nhà vào lúc 5 giờ sáng. Ở nông trại sẽ có sẵn một con bò, một máy vắt sữa, hai bản ghi âm, hai hạt giống cà chua và 3000G. Người chơi phải kết hôn trong chương này, hoặc họ phải rời khỏi thị trấn và kết thúc trò chơi.

#### Chương 1: Chúc mừng sinh nhật
Chương này kéo dài hai năm, người chơi sẽ có một cậu con trai có tính cách giống người mẹ. Người chơi sẽ có thêm một phòng ngủ, một nhà bếp và phòng ăn, đồng thời sẽ có một tủ lạnh và hai phòng tắm. Người chơi có thể nhận thêm một con mèo từ Romana, và có thể bế và chơi cùng đứa trẻ mới biết đi của họ. Địa điểm đào khoáng sản và ngôi nhà cũng trở nên lớn hơn. Ngoại hình của một số nhân vật sẽ thay đổi và có thêm những người mới chuyển đến. Van bán đồ chơi và một con dê, chỉ có thể mua nó vào mùa xuân với giá 4000G. Người chơi sẽ nhận Seed Maker từ Daryl nếu chưa mua trong chương đầu tiên và có thể mua Tartan. Vịt sẽ xuất hiện tại trang trại của người chơi bắt đầu từ chương này nếu trong trang trại đã có sẵn cái hồ. Galen đã chuyển đi và hiện đang sống trong một căn lều trên đồi bên cạnh trang trại của Vesta. Vợ của ông là Nina, đã qua đời vì nguyên nhân tự nhiên; mộ của bà nằm bên cạnh trang trại của Vesta. Nhân vật chính cũng mở khóa thêm một số cơ hội ở đầu chương này, chẳng hạn như khám phá ra Tartan sau khi kết bạn với Takakura, hoặc nhận Đồng hồ báo thức từ Grant.
Chương này đổi tên thành "A Birth" trong Harvest Moon: A Wonderful Life Special Edition.

#### Chương 2: Thu hoạch hạnh phúc
Chương này kéo dài ba năm, con trai của người chơi đã phát triển thành một đứa trẻ bảy hoặc tám tuổi. Diện mạo của Hugh và Lumina thay đổi và ngôi nhà của người chơi cũng được mở rộng. Sự nghiệp tương lai của con trai người chơi có thể bị ảnh hưởng bởi việc kết bạn với những dân làng có cùng nghề nghiệp.

#### Chương 3: Cuộc sống nông trại vui vẻ
Chương này kéo dài hai năm, con trai của người chơi lớn thành một thiếu niên và muốn tự lập. Người chơi sẽ già đi như hầu hết mọi người trong thung lũng. Sự nghiệp của con trai người chơi không thể thay đổi lúc này, điều đó sẽ khiến anh ấy bị bối rối. Các tàn tích đã lớn hơn nữa, vì vậy bạn có thể đào được nhiều hơn và kiếm lợi nhuận tốt hơn.

#### Chương 4: Đến hành trình
Chương này kéo dài một năm, con trai của người chơi giờ đã là một thanh niên, và vợ của họ đã già đi. Những hành động của anh ấy là phản ánh người chơi từ Năm Một, chẳng hạn như thu hoạch và tìm bạn đời. Khu tàn tích cũng lớn hơn. Không thể thay đổi sự lựa chọn nghề nghiệp của con trai người chơi.

#### Chương 5: Chạng vạng
Trong chương này, người chơi và những người dân làng khác đã rất già. Con trai của người chơi hiện đã chắc chắn về sự nghiệp của anh ấy. Trò chơi kết thúc với cái chết của người chơi và Takakura nghĩ về cách Forget-Me-Not Valley sẽ hoạt động như thế nào sau cái chết của người chơi.

#### Chương 6: Thiên đường
Chương thiên đường chỉ có thể chơi trong Harvest Moon: A Wonderful Life Special Edition. Trong chương này, người chơi có thể chơi ở bất kỳ tốc độ hoặc chương nào mà họ muốn. Người chơi nhận lại vợ và con trai của họ, cùng với tiền bạc, động vật và cây trồng từ phần trước.

## Lối chơi

### Động vật
Người chơi bắt đầu trò chơi với một con bò và sau đó sẽ có thêm những gia súc chất lượng cao hơn cũng như cừu, gà và ngựa. Bò sẽ ngừng sản xuất sữa sau 40 ngày, và phải phối giống bằng thuốc lại để tiếp tục tạo sữa. Ngoài những con vật truyền thống trong Harvest Moon, đây là trò chơi đầu tiên trong loạt có vịt và dê.
Ngoài ra còn có thêm một chú chó với lựa chọn tai mềm hoặc tai nhọn. Sau đó, người chơi có thể nhận một con mèo từ Romana. Ngoài vùng hoang dã còn có một con tanuki, một con thằn lằn và một con rùa, cũng như một con chihuahua.
Một sinh vật đáng chú ý là Mukumuku, có vẻ ngoài giống như người tuyết Yeti. Mukumuku chỉ có thể được nhìn thấy vào mùa Đông gần cái cây mà các Harvest Sprite sinh sống, và khu vực xung quanh thường được gọi là "rừng".

### Cây trồng
Nông trại của người chơi có ba cánh đồng, với các mức độ màu mỡ khác nhau. 
Để có được những loại cây trồng và hạt giống chất lượng cao nhất, người chơi phải tưới nước và bón phân cho cây trồng. Cây phải được tưới nhiều hơn một lần mỗi ngày và bón phân để thu được trái cây và rau quả chất lượng cao. Mỗi loại cây trồng đều có mùa sinh trưởng lý tưởng, và cây sẽ kém phát triển nếu trồng không đúng thời điểm trong năm.
Trò chơi cung cấp nhiều loại cây trồng và cây cối, đồng thời có thêm khả năng tạo ra các loại cây trồng lai giống. Người chơi có thể làm điều này bằng cách nói với Tartan, sẽ xuất hiện sau khi kết bạn với Takakura và đến thăm anh ta vào buổi sáng từ Chương 2 trở đi.

### Kết hôn và con cái
Có 3 ứng viên nữ độc thân là Celia, Nami và Muffy để người chơi có thể chọn lựa để tán tỉnh và cầu hôn.
Đây là trò chơi Harvest Moon đầu tiên mà người chơi không chỉ có thể có con sau khi kết hôn mà cả đứa trẻ cũng có thể lớn lên đến độ tuổi trưởng thành. Con trai của người chơi sẽ giống vợ của họ, và có một số sở thích và tài năng riêng. Tính cách đang phát triển của trẻ có thể bị ảnh hưởng bởi việc đưa trẻ đi dạo, giới thiệu trẻ với mọi người và tặng cho trẻ những món quà liên quan đến các lĩnh vực khác nhau. 
Vào cuối trò chơi, người con trai (bây giờ đã trưởng thành) sẽ chọn một trong bảy nghề nghiệp có thể có: nông dân, chủ trang trại, nhạc sĩ, nghệ sĩ, học giả, vận động viên hoặc nhà khoa học. Nếu anh ta chọn trở thành một nông dân hoặc một chủ trang trại, anh sẽ tiếp quản trang trại của gia đình, mặc dù anh không thể kết hôn.

### Già đi và cái chết
Nếu người chơi tiếp tục chơi A Wonderful Life đủ lâu thì chính người chơi và gia đình của họ cũng sẽ già đi. Trò chơi kết thúc với cái chết của người nông dân mà người chơi đã đóng vai suốt 30 năm trong game. Hầu hết các trò chơi Harvest Moon và Story of Seasons sẽ cho phép chơi mãi mãi, không ai già đi và không có gì thay đổi (ngoại trừ hôn nhân và con cái, những người hầu như không lớn lên). Lần đầu tiên trong loạt, A Wonderful Life đã loại bỏ chính người chơi - điều mà hầu hết các trò chơi khác không bao giờ làm được.
Ngoài ra, khi người chơi đã kết hôn với một ứng viên độc thân nào đó trong A Wonderful Life, trò chơi sẽ đi đến Chương Hai, lúc này người chơi đã có con đang ở độ tuổi chập chững biết đi. Và điều này cũng đồng thời giết chết nhân vật Nina, người vợ lớn tuổi của Galen, một bước ngoặt bất ngờ khiến nhân vật Galen tội nghiệp sẽ sống sống ẩn dật và tính tình trở nên cục cằn hơn trước. Tuy nhiên, A Wonderful Life không phải là trò chơi đầu tiên trong loạt đề cập đến cái chết của NPC mà là Harvest Moon 64, nhân vật Ellen 72 tuổi sẽ chết ngay trước mặt người chơi nếu người chơi nói chuyện với bà ấy vào sai thời điểm.

### Kết nối
Nếu người chơi kết nối Game Boy Advance với Harvest Moon: Friends of Mineral Town hoặc Harvest Moon: More Friends of Mineral Town với GameCube trong khi chơi A Wonderful Life, hai trò chơi có thể trao đổi thông tin với nhau. Người chơi phải sử dụng cáp liên kết GameCube – Game Boy Advance và cắm dây vào hai thiết bị đang hoạt động. Để bắt đầu kết nối, người chơi sẽ phải đi đến con đường núi bên cạnh trang trại trồng rau nơi Celia sống trong A Wonderful Life, và ném lễ vật vào hồ của Harvest Goddess trong Friends of Mineral Town. 
Nhân vật không phải người chơi (NPC) trong Thung lũng Forget-Me-Not sẽ bắt đầu đưa ra nhận xét về các sự kiện trong Mineral Town và ngược lại. Ngoài ra, một số NPC sẽ thực hiện các chuyến đi định kỳ đến Mineral Town, trở về với các vật phẩm mới để bán hoặc gợi ý cho người chơi.

## Phát triển
Phần thưởng đặt hàng trước cho Harvest Moon: A Wonderful Life ở Mỹ là một con bò nhồi bông, còn đối với phiên bản Harvest Moon: Another Wonderful Life là một con chó nhồi bông đi kèm với trò chơi khi đặt hàng từ các trang web tham gia.

## Harvest Moon: A Wonderful Life Special Edition
Một phiên bản cập nhật có tên là Oh! A Wonderful Life (牧場物語 Oh!ワンダフルライフ) phát hành tại Nhật Bản cho PlayStation 2 vào ngày 11 tháng 11 năm 2004. Phiên bản tiếng Anh gọi là Harvest Moon: A Wonderful Life Special Edition và phát hành vào cuối năm 2005.
Tuy rất giống với phiên bản gốc của A Wonderful Life nhưng trò chơi bổ sung thêm một số vật phẩm và sự kiện cùng với một bản nhạc nền. Những thay đổi đáng chú ý nhất là khả năng có con gái, thay đổi quần áo, kết hôn với Lumina và tiếp tục chơi sau khi chết. Bài hát "A little waltz" của Dreams Come True được sử dụng làm bài hát chủ đề ở phiên bản tiếng Nhật.
Ngày 16 tháng 5 năm 2017 có thông báo về phiên bản làm lại của Special Edition được lên kế hoạch cho PS4, dự kiến phát hành năm 2017, nhưng sau đó đã đổi lại thành Harvest Moon: Light of Hope phát hành trên Nintendo Switch, PS4 và PC.
Phiên bản PlayStation 4 của trò chơi phát hành ngày 28 tháng 3 năm 2017 được cho là đã khắc phục hầu hết độ trễ từ PlayStation 2, giúp việc chơi game được dễ hơn, hỗ trợ thêm cúp ảo, độ phân giải và chất lượng tốt hơn. Tuy nhiên, vẫn còn một số vấn đề về độ trễ và trục trặc nhỏ.

## Harvest Moon: Another Wonderful Life
Phiên bản con gái của Harvest Moon: A Wonderful Life là Harvest Moon: Another Wonderful Life (牧場物語 ワンダフルライフ for ガール Bokujō Monogatari: Wonderful Life for Girl) đã phát hành cho GameCube tại Nhật Bản ngày 8 tháng 7 năm 2004 và ở khu vực nói tiếng Anh vào tháng 7 năm 2005.  
Trong trò chơi này, người chơi sẽ trải qua cốt truyện của A Wonderful Life với tư cách là một nhân vật nữ, có thể tán tỉnh và kết hôn với một trong ba NPC nam là Marlin, Rock và Gustafa. Người chơi có thể thay đổi quần áo và trang trí nhà cửa như một cô gái.
Trò chơi cũng có thể kết nối với Harvest Moon: More Friends of Mineral Town trên Game Boy Advance.
Đây là trò chơi đầu tiên trong loạt Harvest Moon phát hành với 2 dĩa vật lý trong cùng 1 hộp trò chơi, với dĩa thứ 2 là dĩa nhạc nền ngắn gồm có 3 bản nhạc, chỉ dành cho phiên bản phát hành ở thị trường Nhật Bản.
Harvest Moon DS là trò chơi đầu tiên trong loạt Story of Seasons phát hành trên Nintendo DS, có cùng bối cảnh và tính năng như hầu hết nhân vật trong A Wonderful Life.

## Tiếp nhận
Harvest Moon: A Wonderful Life đã nhận được phần lớn các đánh giá tích cực khi phát hành ban đầu trên GameCube. IGN đã đánh giá tựa game "Ấn tượng" với 8/10 điểm, khen ngợi lối chơi và sự hấp dẫn lâu dài, nhưng vẫn lưu ý đến việc âm thanh trong game khá "đơn điệu" và gây khó chịu khi thiếu các lễ hội như mọi khi.
A Wonderful Life nhận được đánh giá 8,7 từ Ryan Davis của GameSpot. Davis coi đây là "một trò chơi thú vị và có khả năng gây nghiện, nếu bạn bắt đầu chơi thì đồng nghĩa bạn sẽ sẵn lòng sử dụng bất kỳ thời gian rảnh nào của bạn để chơi nó." Bài báo tiếp tục gọi đây là trò chơi GameCube hay nhất trong tháng 3 năm 2004.
Jason Silverman của tạp chí Wired nói "đồ họa trò chơi thực sự có vấn đề, nó không theo kịp chuyển động của nhân vật" và "các đoạn hội thoại ngột ngạt, dư thừa cùng những câu thoại giống nhau, ngày này qua ngày khác".
Special Edition phát hành cho PlayStation 2 đã không nhận được lời khen ngợi nồng nhiệt như vậy. Juan Castro của IGN cho 6/10 điểm và nhận xét "Việc thêm các cô gái ứng viên, lựa chọn giới tính của con bạn và khả năng chơi mãi mãi lại tạo ra rất ít khác biệt. Tuy nhiên, điều tạo ra sự khác biệt lại là tốc độ khung hình giảm mạnh, thời gian tải tăng và đồ họa lờ mờ. Official UK PlayStation 2 Magazine đánh giá trò chơi với 7/10 điểm.